# Шикула, Винцент
Винцент Шикула (словац. Vincent Šikula; 19 октября 1936, дер. Дубова, Западная Словакия, Первая Чехословацкая республика — 16 июня 2001, Модра) — словацкий писатель

, поэт, сценарист,публицист, драматург, автор произведений для детей и юношества. Заслуженный артист ЧССР.

## Биография
Родился в бедной многодетной семье рабочего лесничества. В одиннадцатилетнем возрасте поступил в училище при монастыре в г. Нитра, готовился стать священником. Однако в 1948 г. монастыри были закрыты коммунистическими властями. После окончания школы получил музыкальное образование в 1956—1959 годах в Музыкально-педагогическом училище и затем в Государственной консерватории в Братиславе, но профессиональным музыкантом не стал. 
Отслужив год в армии, несколько лет (1961—1964) преподавал музыку в Народной школе искусств в г. Модра, одновременно работая церковным органистом (вначале в Иванке под Братиславой). В 1967—1968 годах был редактором журнала «Romboid», затем драматургом и сценаристом словацкого кинопроизводства, с 1973 года — редактором в издательстве Slovenský spisovateľ. В 1979 году ему было присвоено звание заслуженного артиста. В 1994—1999 годах — председатель Союза словацких писателей. 

## Творчество
Дебютировал в начале 1960-х годов, издав свои первые публикации. В 1964 г. вышли сразу две его книги – сборники рассказов «Не аплодируйте на концертах» и «Может, я построю себе бунгало», доброжелательно принятые критикой и читателями.
В 1966 г. новелла «С Розаркой» принесла писателю престижную премию международного ПЕН-клуба, а большая повесть «Не на каждом пригорке трактиры стоят» (1966) стала первым его произведением более крупного жанра.
Автор ряда романов, новелл, поэтических сборников, книг для детей. В. Шикнула занимает особое место в литературном процессе Словакии. Обладая яркой писательской индивидуальностью, он создал и развил в своих произведениях художественный мир, отразивший в существенных чертах жизнь словацкого общества и отдельного человека. Многими нитями его творчество связано с идейными и художественными исканиями словацкой литературы как своего времени, так и предшествующих этапов. 
Считается классиком современной литературы Словакии.

## Избранные произведения
Проза
- 1964 – Na koncertoch sa netlieska (рассказы о войне)
- 1964 – Možno si postavím bungalow, (рассказы)
- 1966 – S Rozarkou, novela o mentálne zaostalej dievčine
- 1966 – Nebýva na každom vŕšku hostinec
- 1968 – Povetrie (рассказы)
- 1976 – Majstri (роман, том 1 трилогии)
- 1977 – Muškát, (роман, том 2 трилогии)
- 1978 – Vlha (новелла)
- 1979 – Vilma, (роман, том 3 трилогии )
- 1980 – Liesky (поэтическая новелла)
- 1981 – Vojak (новелла)
- 1983 – Matej (роман)
- 1983 – Nokturná
- 1987 – Heroické etudy pre kone (рассказы)
- 1990 – Pastierska kapsička (рассказы)
- 1991 – Ornament (роман)
- 1994 – Pôstny menuet (рассказы)
- 2001 – Udri pastiera (роман)

Поэзия
- 1983 – Z domu na kopci (сборник стихов)
- 1993 – Zo zanedbanej záhrady (сборник стихов)
- 1998 – Bubeník september (сборник стихов)
- 2003 – Za odchodom orgovánu (сборник стихов)

Книги для детей
- 1965 – Pán horár má za klobúkom mydleničku
- 1966 – Ďuro, pozdrav Ďura
- 1976 – Prázdniny so strýcom Rafaelom
- 1981 – Vajíčko sliepky liliputánky
- 1984 – O múdrom kohútikovi
- 1996 – Rozprávky a rozprávania (Augustín a zvon)
- 1997 – Medardove rozprávky
- 2000 – Vladko a pes
- 2001 – Vincúrko